# Krzysztof Szydłowiecki

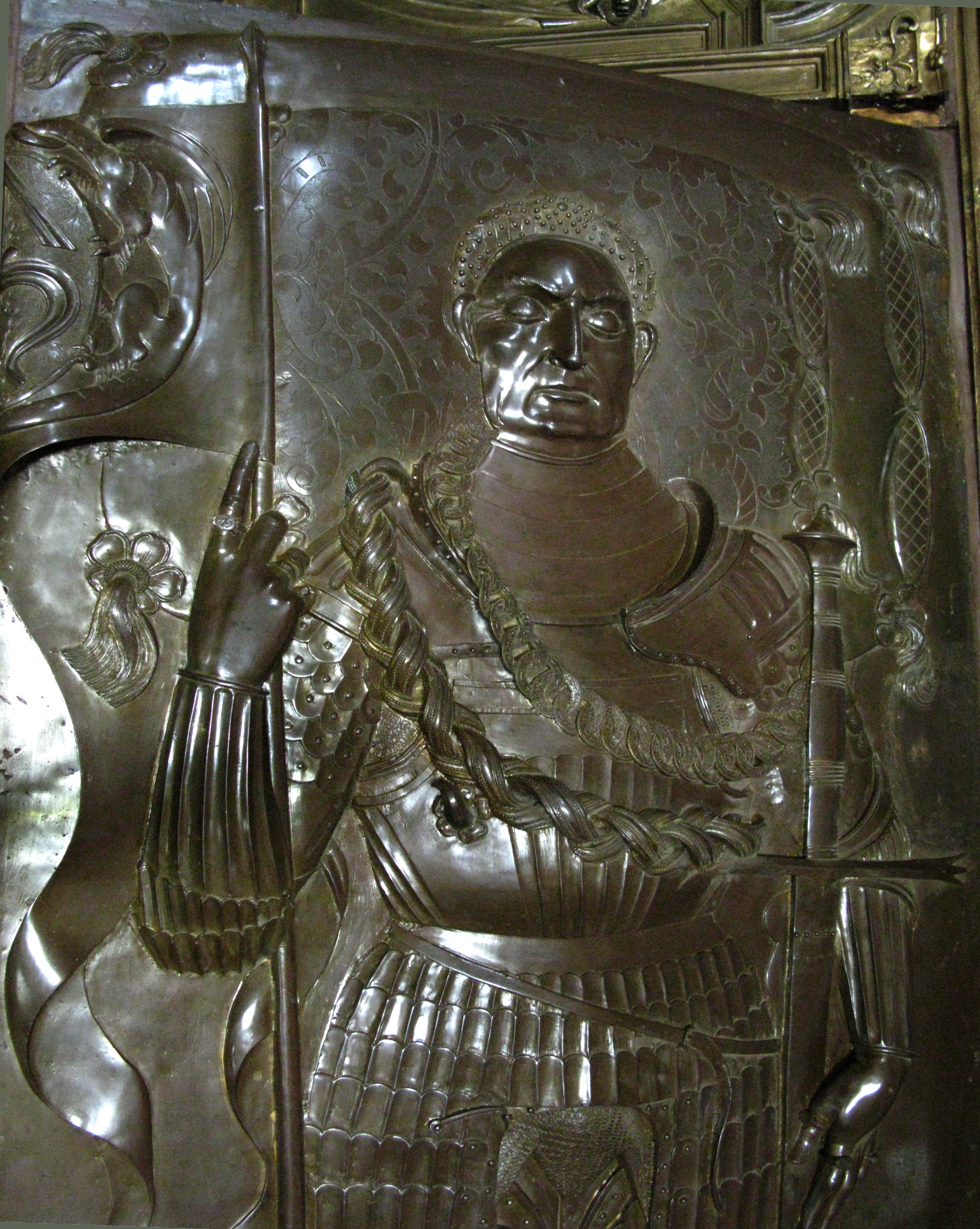
Wizerunek K. Szydłowieckiego na nagrobku

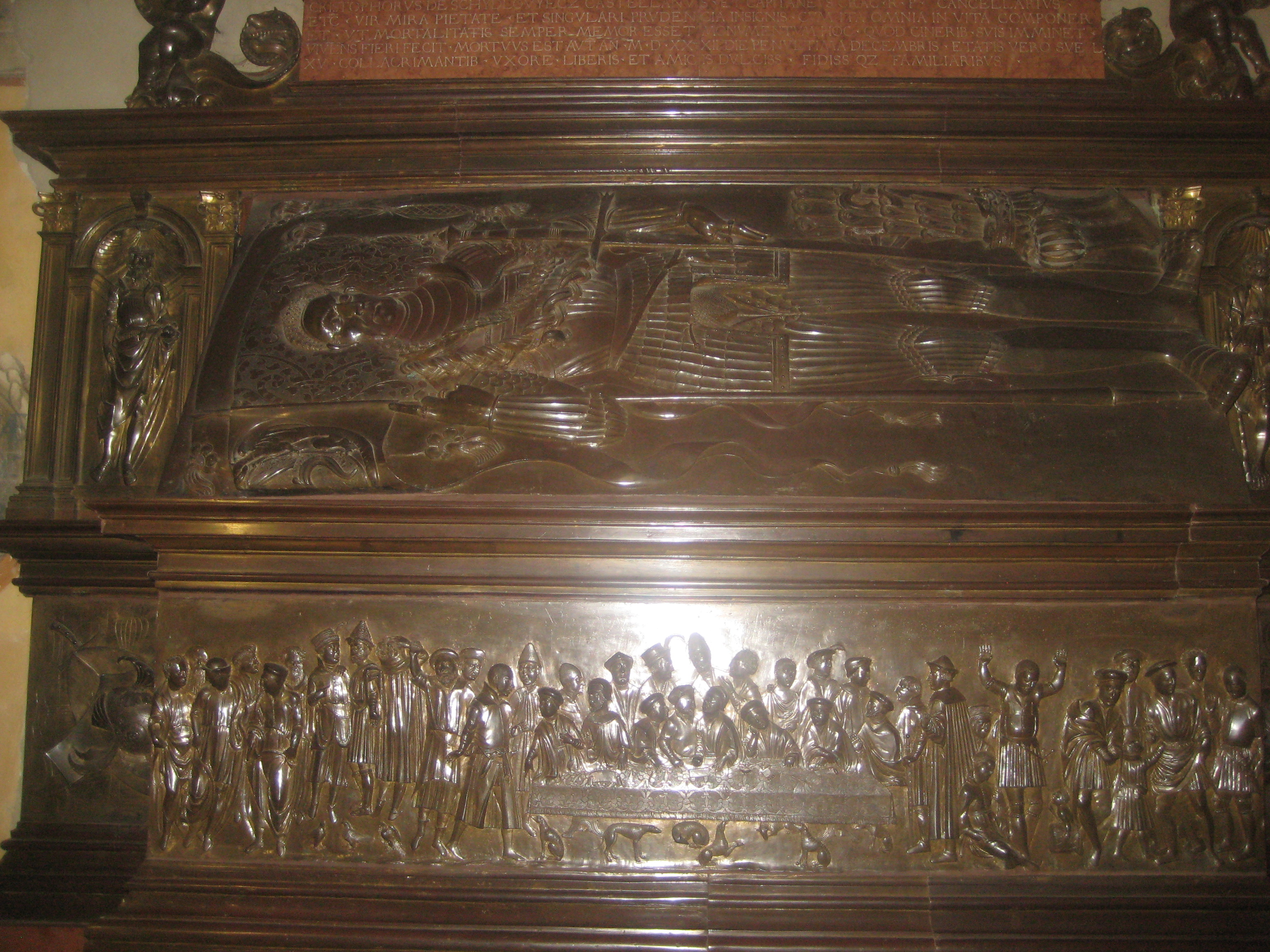
Nagrobek Krzysztofa Szydłowieckiego w kolegiacie opatowskiej

Krzysztof Szydłowiecki (ur. 15 listopada 1466 w Szydłowcu, zm. 30 grudnia 1532 w Krakowie) – możnowładca, w 1507–1510 podskarbi nadworny koronny, od 1511 podkanclerzy, od 1515 kanclerz wielki; w 1515–1527 wojewoda krakowski, od 1509 kasztelan sandomierski, od 1527 krakowski, od 1515 starosta generalny krakowski, starosta średzki, nowokorczyński, gostyniński, sochaczewski, łukowski i leżajski; w 1532 hrabia na Szydłowcu.

## Życiorys
Urodził się w Szydłowcu jako syn Zofii z Goździkowa i Pleszowa oraz Stanisława. W dzieciństwie ojciec wysłał go na Wawel, gdzie wychowywał się jako towarzysz zabaw przyszłego króla Zygmunta Starego.
Kierował polityką zagraniczną Polski za panowania króla Zygmunta Starego. Był zwolennikiem bezwzględnego trzymania się obozu habsburskiego, jednocześnie nastawionym zdecydowanie antyturecko. W 1515 r. wraz z biskupem Piotrem Tomickim wypracował ugodę z Habsburgami, zwieńczoną zjazdem trzech monarchów w Wiedniu w lipcu tego roku. Przeciwnik polityczny królowej Bony. Inicjator czteroletniego rozejmu z Albrechtem Hohenzollernem, podpisanego 5 kwietnia 1521 r. Był sygnatariuszem aktu traktatu krakowskiego w 1525 roku.
Ze względu na najazdy Turków i Tatarów otoczył w 1530 roku miasto Sambor kamiennymi murami i fosą.
W 1514 roku zakupił od biskupstwa lubuskiego za 10 000 florenów dobra ziemskie z miastem Opatów i Biskupicami.
Pochowany został w Kolegiacie św. Marcina w Opatowie pod nagrobkiem pochodzącym z warsztatu Bartłomieja Berrecciego (współautorstwo nagrobka: Jan (Giovanni) Cini), ozdobionym Lamentem Opatowskim.